# ريتشارد جي. ستيرن
ريتشارد جي. ستيرن (بالإنجليزية: Richard G. Stern)‏ (25 فبراير 1928، نيويورك في الولايات المتحدة - 24 يناير 2013، تيبي أيلاند في الولايات المتحدة)؛ كاتب وروائي أمريكي.

## الجوائز
- زمالة غوغنهايم